# Matka Angelica
Rita Antoinette Rizzo, znana jako Matka Angelica (ur. 20 kwietnia 1923 w Canton, zm. 27 marca 2016 w Hanceville) – amerykańska zakonnica z zakonu klarysek od wieczystej Adoracji. Założycielka amerykańskiej stacji telewizyjnej Eternal Word Television Network.
W 2009 otrzymała od papieża Benedykta XVI medal Pro Ecclesia et Pontifice.